# Atylus tridens
Atylus tridens är en kräftdjursart som först beskrevs av Alderman 1936.  Atylus tridens ingår i släktet Atylus och familjen Dexaminidae. Inga underarter finns listade i Catalogue of Life.